# NGC 53
NGC 53 là một thiên hà xoắn ốc có vòng tròn trong chòm sao Đỗ Quyên. Nó được phát hiện bởi John Herschel vào ngày 15 tháng 9 năm 1836. Ông mô tả nó là "rất mờ nhạt, nhỏ, mở rộng". Thiên hà có chiều dài xấp xỉ 120.000 năm ánh sáng, khiến nó rộng bằng Ngân Hà.